# Parameterfunktion (Statistik)
Eine Parameterfunktion ist in der mathematischen Statistik eine Funktion, die bei einem parametrischen statistischen Modell jedem Parameter der Familie von Wahrscheinlichkeitsverteilungen einen Funktionswert zuordnet, der dann mittels eines Punktschätzers geschätzt werden soll oder von einem Bereichsschätzer überdeckt werden soll. Meist übernimmt die Parameterfunktion nur die technische Aufgabe, den Elementen der Parametermenge Elemente des Entscheidungsraumes zuzuordnen. Im Rahmen der Erwartungstreue eines Schätzers ist die Wahl der Parameterfunktion aber durchaus relevant, da nicht jede Parameterfunktion erwartungstreu geschätzt werden kann.

## Definition
Gegeben sei ein parametrisches statistisches Modell {\displaystyle (X,{\mathcal {A}},(P_{\vartheta })_{\vartheta \in \Theta })} mit Parametermenge {\displaystyle \Theta } sowie ein Entscheidungsraum {\displaystyle (\Omega ,{\mathcal {A}})}. Dann heißt eine Funktion {\displaystyle g\colon \Theta \to \Omega } Parameterfunktion.

## Beispiel
Gegeben sei das statistische Modell
{\displaystyle (\{0,1\}^{100},{\mathcal {P}}(\{0,1\})^{\otimes 100},\operatorname {Ber} _{\vartheta }^{\otimes 100})},
das den 100-fachen Münzwurf modelliert und die Parametermenge {\displaystyle \Theta =[0,1]} besitzt. Standardmäßig wählt man dann meist als Parameterfunktion
{\displaystyle g(\vartheta )=\vartheta },
also als Entscheidungsraum {\displaystyle \Omega =[0,1]} versehen mit {\displaystyle {\mathcal {B}}([0,1])}. Jetzt kann man mit Punktschätzern wie dem Stichprobenmittel versuchen, den Wert der Parameterfunktion zu schätzen, der in diesem Fall mit dem Wert des Parameters identisch ist. Eine alternative Parameterfunktion wäre beispielsweise
{\displaystyle g(\vartheta )=4\vartheta ^{2}}
in den Entscheidungsraum {\displaystyle \Omega =[0,4]} versehen mit {\displaystyle {\mathcal {B}}([0,4])}. Jetzt kann man wieder versuchen, den Wert der Parameterfunktion zu schätzen. Punktschätzer wie das Stichprobenmittel, die sich im obigen Fall als gut erwiesen haben, müssen in diesem Fall aber nicht auch gut sein. So hängt ein Schätzer immer auch von der verwendeten Parameterfunktion ab.